# Kateum Teum
Kateum Teum est un village du Sénégal situé en Basse-Casamance. Il fait partie de la communauté rurale de Djinaky, dans l'arrondissement de Kataba 1, le département de Bignona et la région de Ziguinchor.
Lors du dernier recensement (2002), le village comptait 156 habitants et 22 ménages.